# Pedro Hernández (baseball, 1989)
Pour les articles homonymes, voir Pedro Hernández.
Pour le baseballeur dominicain, voir Pedro Hernández (baseball, 1959).
Pedro Michel Hernández (né le 12 avril 1989 à Barquisimeto, Lara, Venezuela) est un ancien lanceur gaucher des Ligues majeures de baseball qui a joué pour les jouant avec les White Sox de Chicago, les Twins du Minnesota et les Rockies du Colorado entre 2012 et 2014.

## Carrière
Pedro Hernández commence sa carrière professionnelle en ligues mineures avec un club-école des Padres de San Diego en 2007 et évolue dans cette organisation jusqu'en 2011. Le joueur originaire du Venezuela gradue de l'académie de baseball des Padres en République dominicaine.
Le 31 décembre 2011, Hernández et le lanceur droitier Simón Castro sont échangés des Padres aux White Sox de Chicago en retour du voltigeur Carlos Quentin.
Le 18 juillet 2012, Pedro Hernández fait avec Chicago ses débuts dans le baseball majeur alors qu'il est le lanceur partant des White Sox à Boston. Allouant 8 points mérités sur 12 coups sûrs, il ne lance que 4 manches et encaisse la défaite face aux Red Sox.
Le 28 juillet 2012, les White Sox échangent Hernandez et le joueur de champ intérieur Eduardo Escobar aux Twins du Minnesota contre le lanceur gaucher Francisco Liriano.
Hernández remporte sa première victoire dans le baseball majeur contre les Rangers du Texas le 27 avril 2013. En 2013, il effectue 12 départs pour les Twins et ajoute deux présences en relève. En 56 manches et deux tiers, sa moyenne de points mérités se chiffre à 6,83 avec 3 victoires et 3 défaites.
Le 13 novembre 2013, il signe un contrat des ligues mineures avec les Rockies du Colorado